# 152472 Brendlé
152472 Brendle è un asteroide della fascia principale. Scoperto nel 2005, presenta un'orbita caratterizzata da un semiasse maggiore pari a 2,788527 UA e da un'eccentricità di 0,072040, inclinata di 13,368435° rispetto all'eclittica.